# Maracay
Maracay é a capital do estado de Aragua, na Venezuela. Localiza-se no centro-norte do país, junto do lago de Valência. Foi fundada em 1701 e tornou-se capital do estado em 1917. No censo de 2011 a cidade possuía uma população de 955.362 habitantes. Maracay também é chamada de Cidade Jardim.